# Пуансине, Антуан-Александр-Анри
Антуан-Александр-Анри Пуансине́ (фр. Antoine-Alexandre-Henri Poinsinet; 17 ноября 1735 , Фонтенбло — 7 июня 1769 , Гвадалквивир, Испания) — французский драматург и либреттист. Его прозвали младшим (le jeune), в отличие от его старшего брата, писателя Луи Пуансине де Сиври (1733—1804).

## Биография и творчество
Дебютировал пародией «Titon et L’Aurore». Ему принадлежат, кроме целого ряда драматических произведений, послания к разным лицам, поэма об оспопрививании и героида «Gabrielle d’Estrées».
Пуансине был членом академии аркадцев в Риме и академии в Дижоне.
Из его комедий наибольшим успехом пользовались:
- «Peintre amoureux de son modèle»,
- «Sancho Pança dans son île»,
- «Forcier».